# Discóbolo

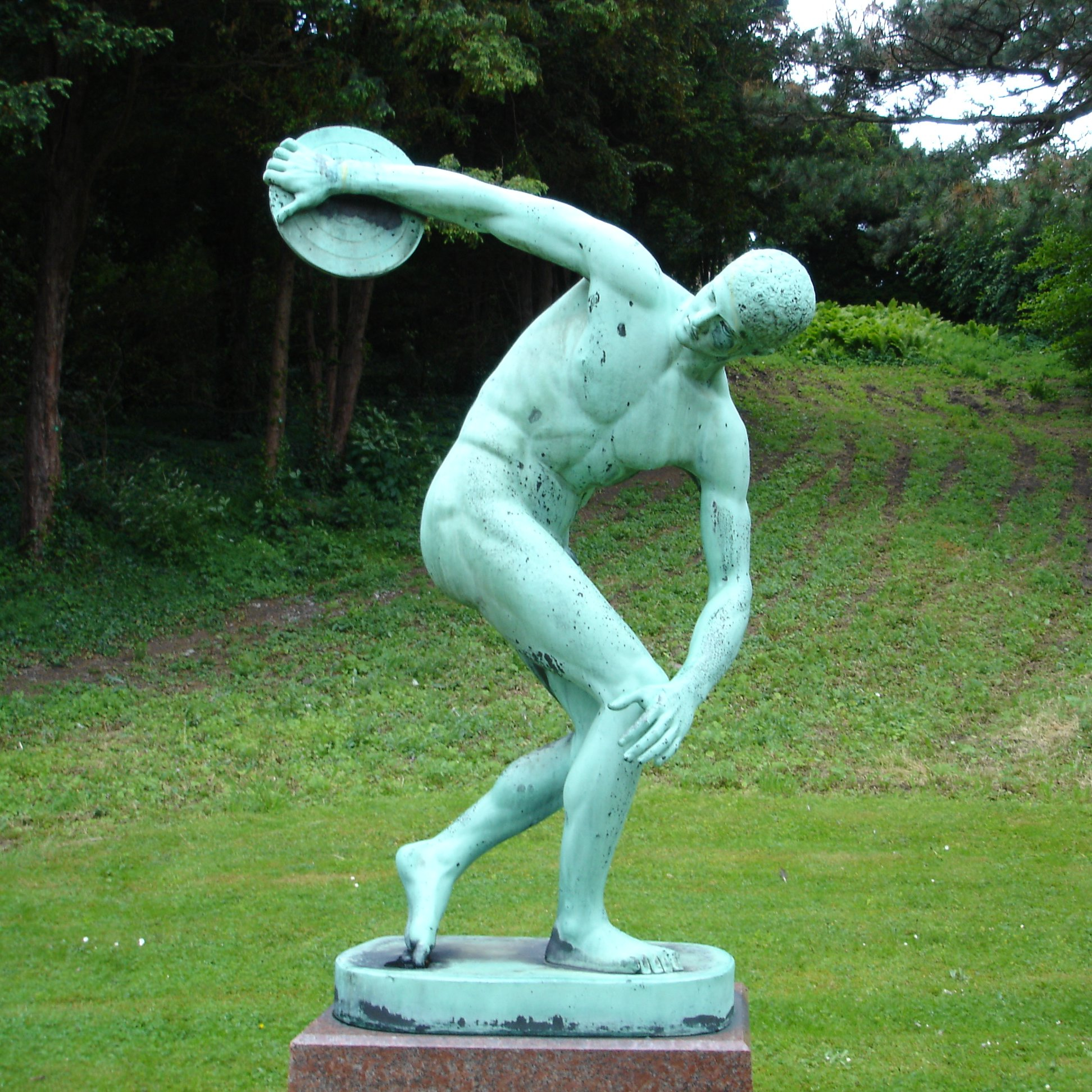
Réplica en bronce que se exhibe en el Jardín Botánico de la Universidad de Copenhague, Dinamarca.

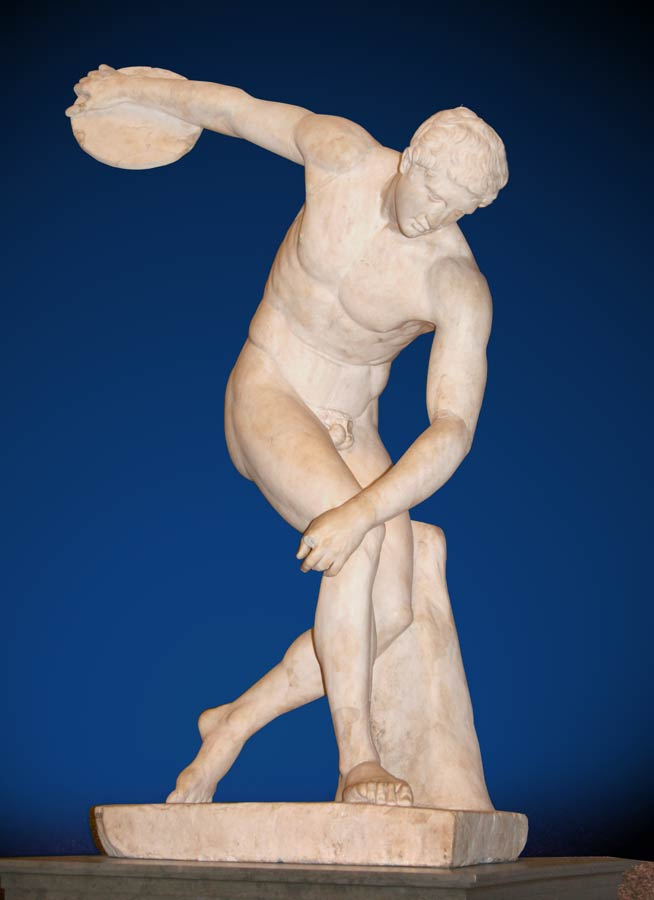
Copia romana del British Museum, con la cabeza orientada de modo incorrecto.

Discóbolo es la denominación convencional de una icónica escultura griega de bulto redondo realizada por Mirón de Eléuteras en torno al 450 a. C.. Se enmarca en el inicio del periodo griego clásico, entre el arcaico y el clásico. La obra representa a un joven atleta desnudo en el instante anterior al lanzamiento de un disco. Obedece a los preceptos de belleza de la época, suponiendo un gran avance hacia el naturalismo, el dinamismo, la serenidad, el equilibrio y hacia un estudio anatómico más completo.
Mirón representa el cuerpo en el momento de su máxima tensión y esplendor. Sin embargo, ese gran esfuerzo no se refleja en la cara del atleta, que muestra solo una tenue concentración. Es decir, el escultor ateniense no consigue una expresión facial acorde con el momento previo al lanzamiento. La torsión corporal es vigorosa; pero, al mismo tiempo, armoniosa y delicada. Todo el cuerpo está inclinado hacia delante, para producir con el balanceo posterior el impulso necesario para poder lanzar el disco. 
Como ocurre con la mayor parte de las esculturas griegas más importantes, no se ha conservado la obra original en bronce, aunque su forma se conoce gracias a varias copias en mármol talladas en época romana. De entre estas copias, la primera descubierta en época moderna (1781) es conocida como Lancelotti, y proviene de la Villa Palombara propiedad de la familia Massimo. Actualmente se encuentra en el Museo Nazionale Romano, en su sede del Palazzo Massimo alle Terme, al igual que el Discóbolo de Castelporziano. Otra copia notable, descubierta en 1790, procede de la Villa Adriana de Tívoli y es propiedad del British Museum desde 1805. Como detalle singular, tiene la cabeza dispuesta mirando al frente, debido a una restauración equivocada. Entre abril y octubre del 2009 este ejemplar estuvo expuesto como préstamo en el MARQ.
Hay quien interpreta que la figura representa a un amado de Apolo, el héroe Hyakinthos (Jacinto), a quien el dios habría matado de forma involuntaria con un disco. Después, con su propia sangre habría creado la flor del mismo nombre. De este asunto existe una pintura de Giambattista Tiepolo (La muerte de Jacinto, 1752-1753) y una ópera de Mozart (Apollo et Hyacinthus, 1767).
Salvador Dalí realizó una interpretación surrealista del Discóbolo titulada El Atleta cósmico, que fue utilizada como imagen de la representación española en los Juegos Olímpicos de México (1968). Como el Gobierno de Franco no llegó a un acuerdo con el artista para pagarle la obra, fue comprada de forma particular por Anselmo López Fuertes, subdelegado de la Delegación Nacional de Educación Física, quien a finales de los años 1970 lo cedió al rey Juan Carlos, que la situó en un lugar destacado de su despacho en el Palacio de la Zarzuela. En 2008 los herederos del propietario llegaron a un acuerdo con Patrimonio Nacional, que adquirió la obra por 2,8 millones de euros.